# Aimée Kelly
Aimée Kelly, född 8 juli 1993 i Newcastle upon Tyne, är en brittisk skådespelare.
Kelly har bland annat medverkat i TV-serierna Vargblod (2012–2013), This England från 2022 och Hijack från 2023. Hon har även medverkat i filmen David Copperfields äventyr och iakttagelser från 2019.

## Filmografi (i urval)
- 2012–2013: Vargblod
- 2019: David Copperfields äventyr och iakttagelser
- 2022: This England
- 2023: Hijack
- 2025 – I Fought the Law (TV-serie)